# Exechiopsis dumitrescui
Exechiopsis dumitrescui är en tvåvingeart som beskrevs av Burghele 1972. Exechiopsis dumitrescui ingår i släktet Exechiopsis och familjen svampmyggor.
Artens utbredningsområde är Mongoliet. Inga underarter finns listade i Catalogue of Life.